# Eugenio Izquierdo
Eugenio Izquierdo de Rivera (o Ribera) y Lazaún (Zaragoza, Navarra, c. 1745 – Chantilly, 29 de mayo de 1813), naturalista y diplomático español, fue el representante oficioso de Godoy ante Napoleón y director del Real Gabinete de Historia Natural de Madrid.

## Biografía
Eugenio Izquierdo, navarro o aragonés, tenía orígenes muy humildes. Protegido del conde de Fuentes, fue enviado a París pensionado para ampliar estudios. Allí conoció a notables y prometedores científicos, como el joven químico francés Louis Proust, quien, probablemente por recomendación de Izquierdo fue contratado como profesor en el Real Seminario de Vergara. En 1792 Izquierdo fue nombrado director del Real Gabinete de Historia Natural de Madrid. Tradujo parcialmente la Historia Natural del conde de Buffon. En Madrid trabó contacto con el valido del rey Carlos IV, Manuel Godoy, quien, entre sus muchos títulos y honores, acumuló en 1796 el de protector del Real Gabinete de Historia Natural. Convertido en hombre de confianza de Godoy, Izquierdo recibió el nombramiento oficial de consejero real, y llevó a cabo desde 1798 numerosas misiones diplomáticas en la Francia revolucionaria y en diversos países europeos.
En 1804 Izquierdo fue enviado como representante oficioso de Godoy ante Napoleón, dedicándose a la promoción de su protector frente al emperador francés, empleando para ello incluso el soborno, facilitando 24 millones de francos de la Caja de Consolidación de Madrid en mayo de 1806 para financiar gastos bélicos franceses. Su gestión fue finalmente aprobada en la Corte e Izquierdo pasó a ser el representante oficial ante Napoleón y consejero honorario de Estado y de Guerra. Como tal firmó diversos tratados, como el secreto tratado de Fontainebleau del 27 de octubre de 1807 entre Napoleón y Carlos IV que sellaba el destino de Portugal y procedía a su reparto previo a la invasión hispano-francesa.
Ante las maniobras de Napoleón para derrocar al rey español, Izquierdo conspiró infructuosamente para promover al trono o al menos a la regencia a Godoy. Al no conseguirlo, regresó a España para prevenir a Carlos IV de las intenciones del emperador francés y le aconsejó que se embarcase en Cádiz hacia América para no caer en manos francesas. Finalmente el viaje no se realizó y tras el motín de Aranjuez y las abdicaciones de Bayona de 1808 Izquierdo pasó a ser secretario del destronado Carlos IV en Francia.